# Flower's Cove
Flower's Cove is een gemeente (town) in de Canadese provincie Newfoundland en Labrador. De gemeente ligt in het uiterste noordwesten van het eiland Newfoundland.

## Geschiedenis
In 1961 werd het dorp een gemeente met de status van local government community (LGC). Tussen 1966 en 1971 veranderde de gemeente van status naar die van local improvement district (LID). In 1980 werden LID's op basis van The Municipalities Act als bestuursvorm afgeschaft en werd Flower's Cove daarop automatisch een town.

## Geografie
Flower's Cove ligt in het noordwesten van het Great Northern Peninsula, het meest noordelijke gedeelte van het eiland Newfoundland. Flower's Cove bevindt zich bij het westelijke uiteinde van de Straat van Belle Isle en is bereikbaar via provinciale route 430.
De plaats ligt net ten zuiden van het gehucht Nameless Cove en ligt ruim 3 km ten noorden van het gehucht Bear Cove. Beide plaatsen zijn een local service district waarvan de postbus zich bevindt in de centrale plaats Flower's Cove.

## Demografie
Demografisch gezien kent Flower's Cove, net zoals de meeste kleine dorpen op Newfoundland, een dalende langetermijntrend. Tussen 1991 en 2021 daalde de bevolkingsomvang van 372 naar 272. Dat komt neer op een daling van 100 inwoners (-26,9%) in dertig jaar tijd.
| Jaar | Aantal inwoners | Verschil |
| ---- | --------------- | -------- |
| 1991 | 372             | –        |
| 1996 | 354             | -4,8%    |
| 2001 | 325             | -8,2%    |
| 2006 | 270             | -16,9%   |
| 2011 | 308             | +14,1%   |
| 2016 | 270             | -12,3%   |
| 2021 | 272             | +0,7%    |

## Thrombolieten
Flower's Cove is – op West-Australië na – de enige plaats ter wereld waar thrombolieten aan het oppervlak zichtbaar zijn. Dit zijn sedimentaire gesteentes van biologische oorsprong. De versteende micro-organismen (voornamelijk cyanobacteriën) die zich in Flower's Cove bevinden, zijn ongeveer 650 miljoen jaar oud.

## Gezondheidszorg
In de gemeente bevindt zich het Strait of Belle Isle Health Centre, een gezondheidscentrum dat zorg aanbiedt aan de inwoners van noordwestkust van het Great Northern Peninsula. Het centrum valt onder de bevoegdheid van de gezondheidsautoriteit Labrador-Grenfell Health.

## Fotogalerij

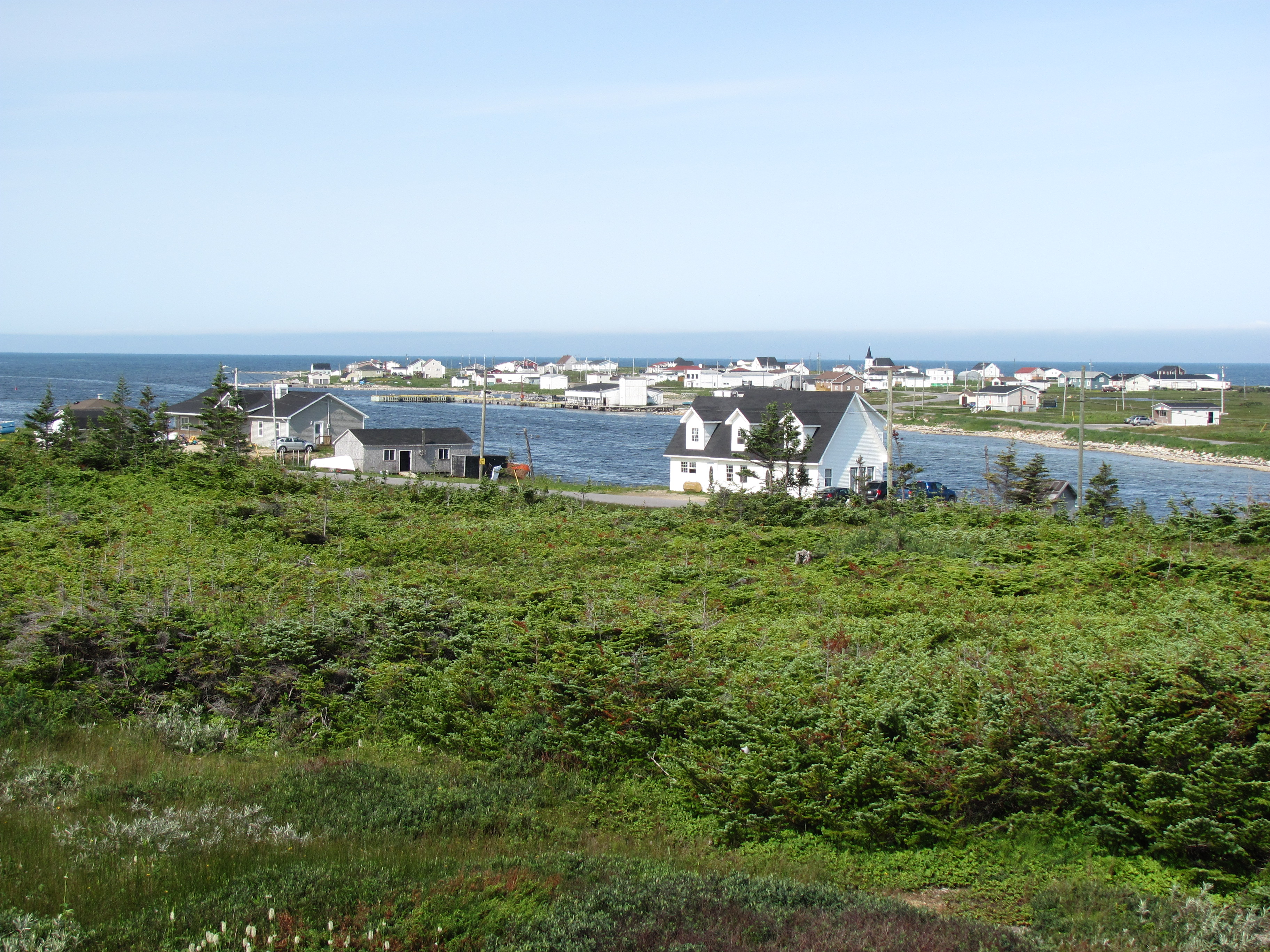
Zicht op Flower's Cove (2012)
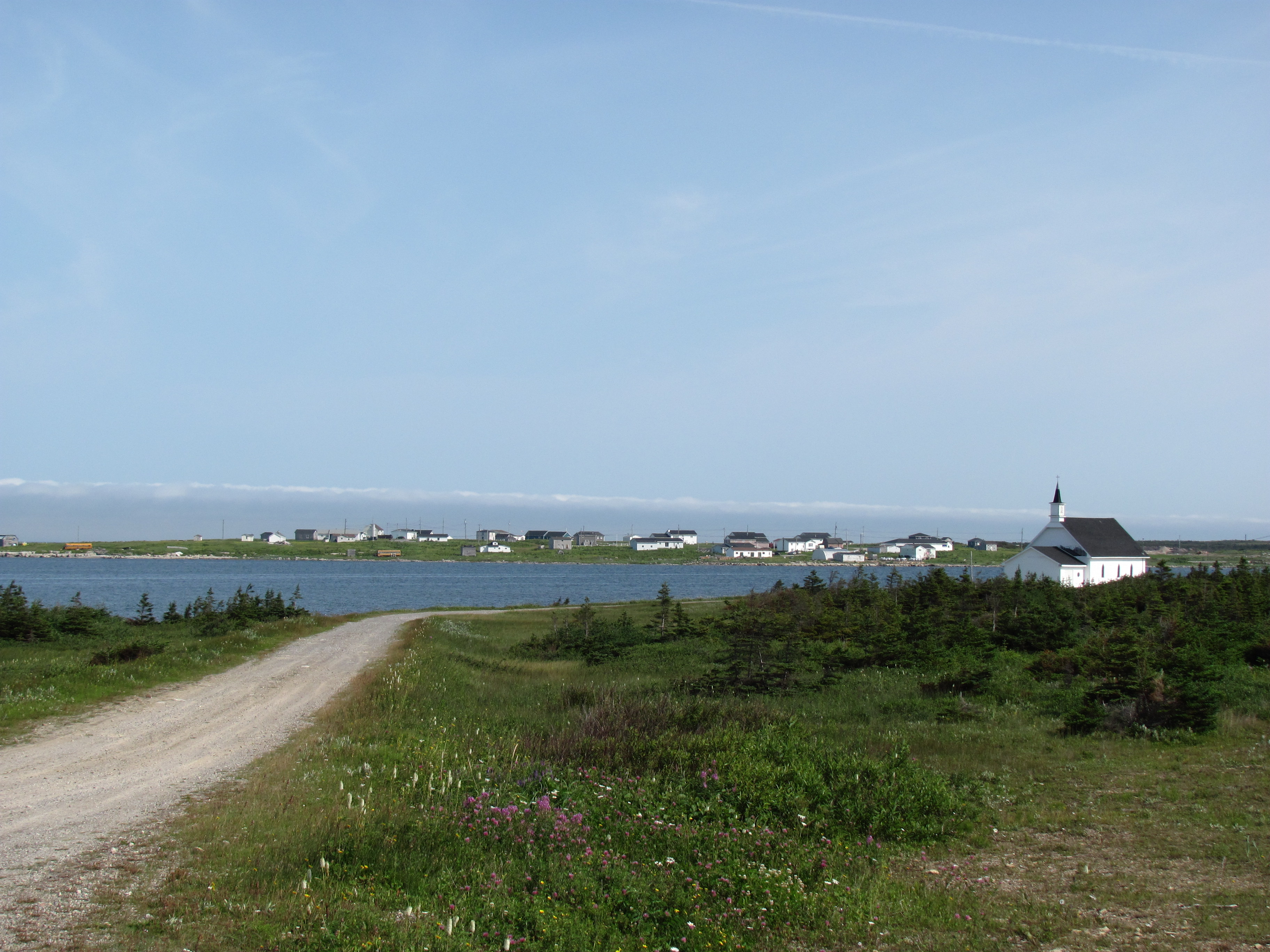
Zicht op het dorp en de United Church
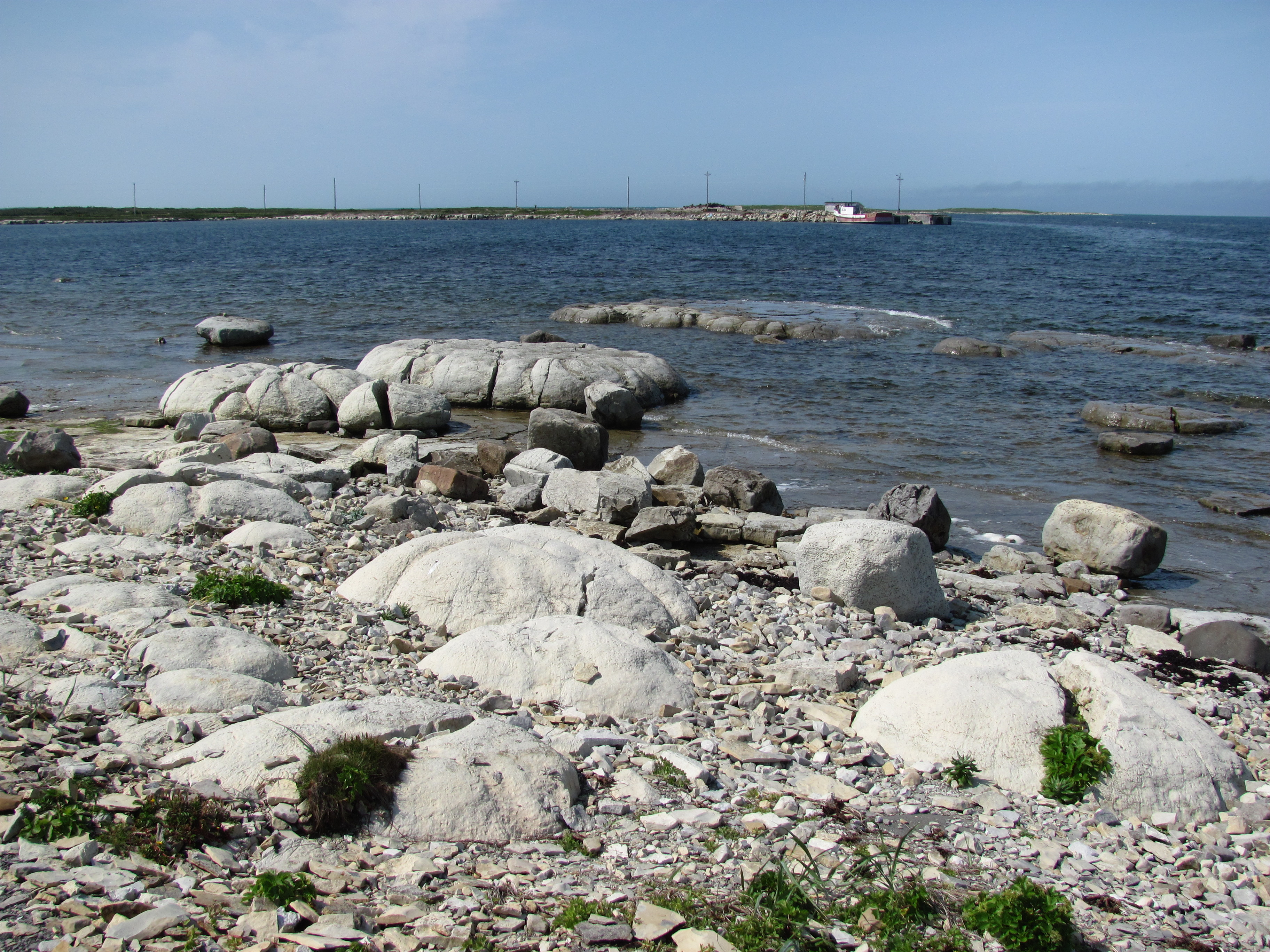
Enkele thrombolieten aan de zuidkust van het dorp
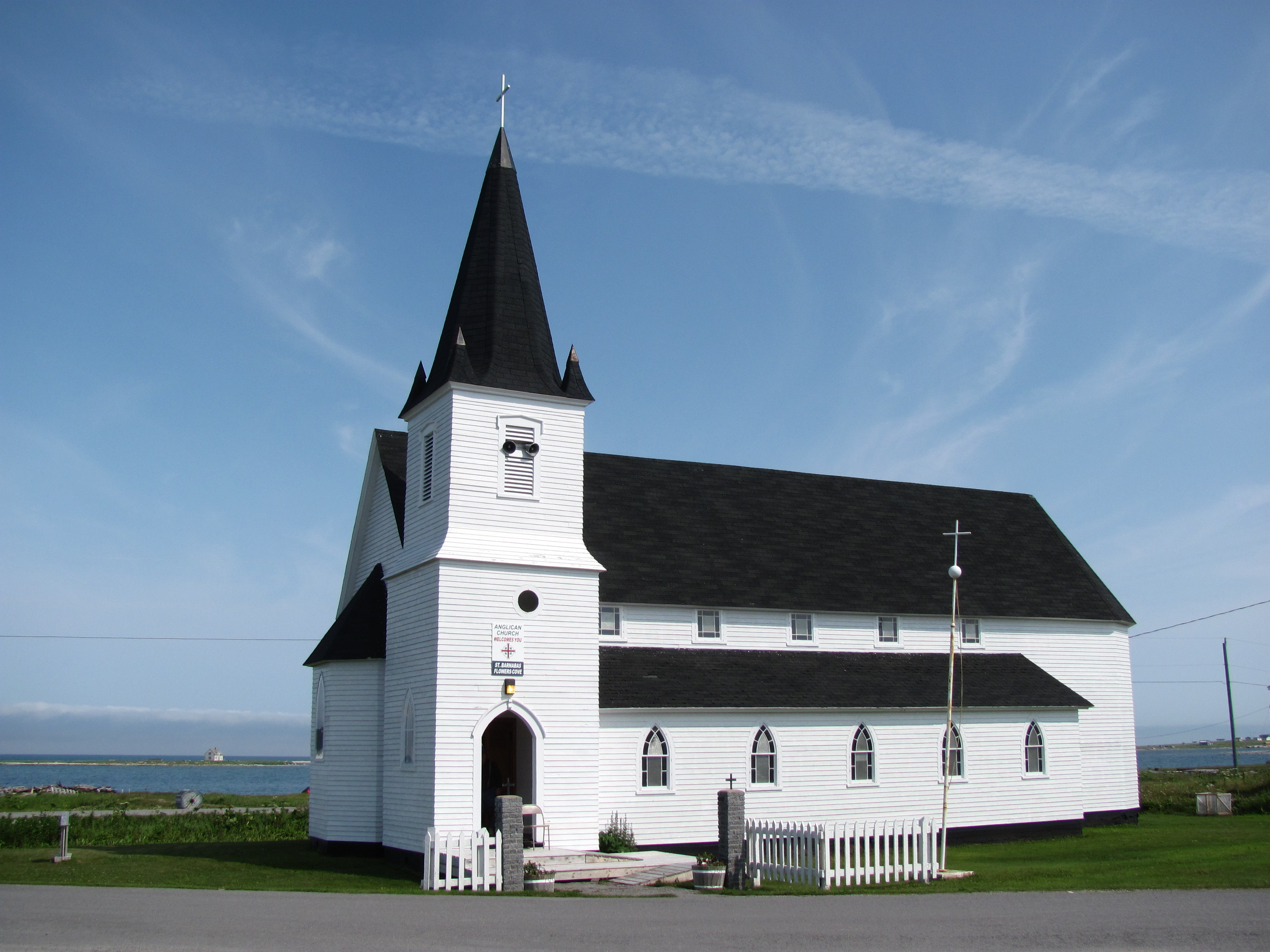
Anglicaanse kerk van Sint-Barnabas
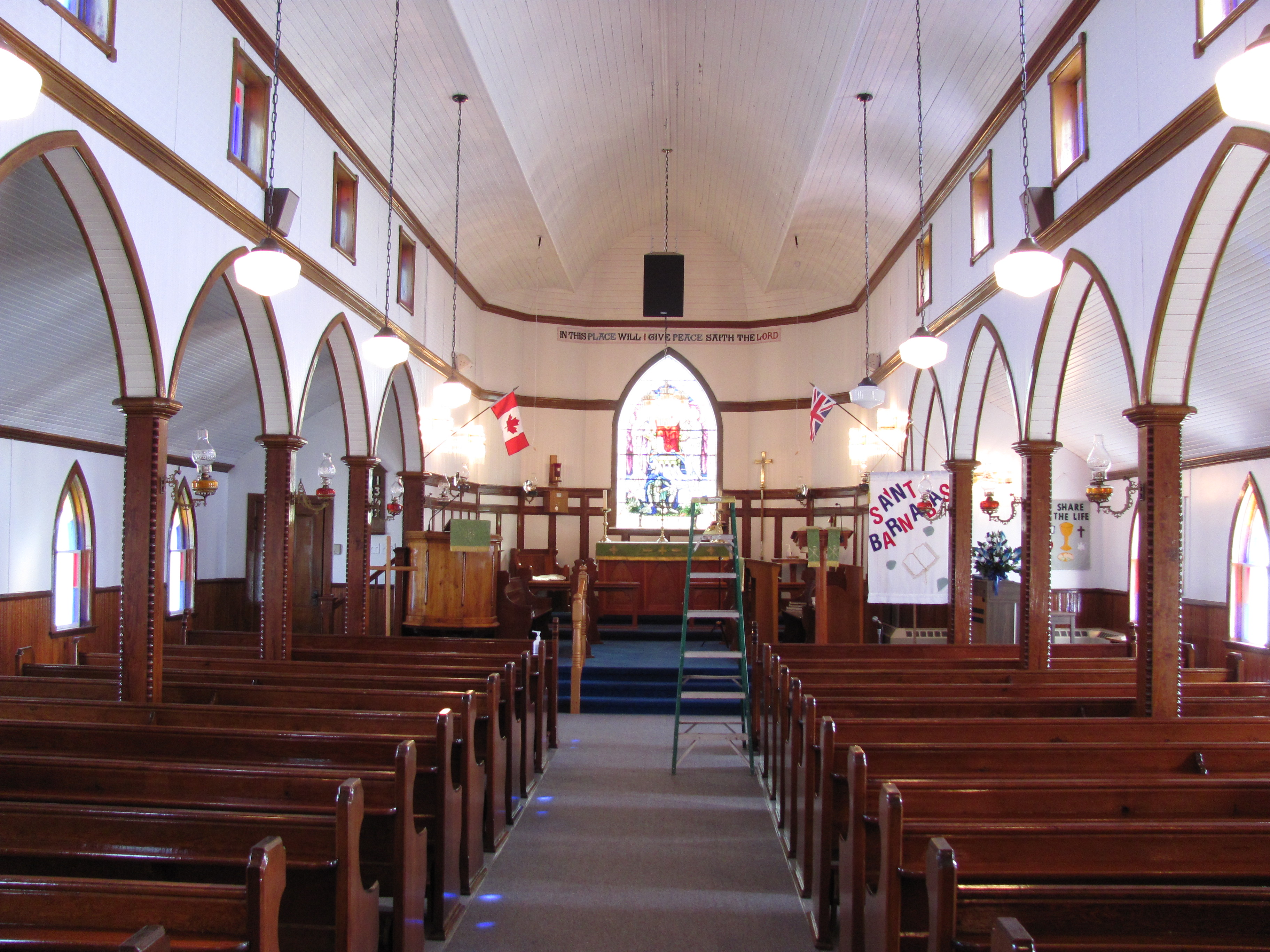
Binnenkant van de Sint-Barnabaskerk
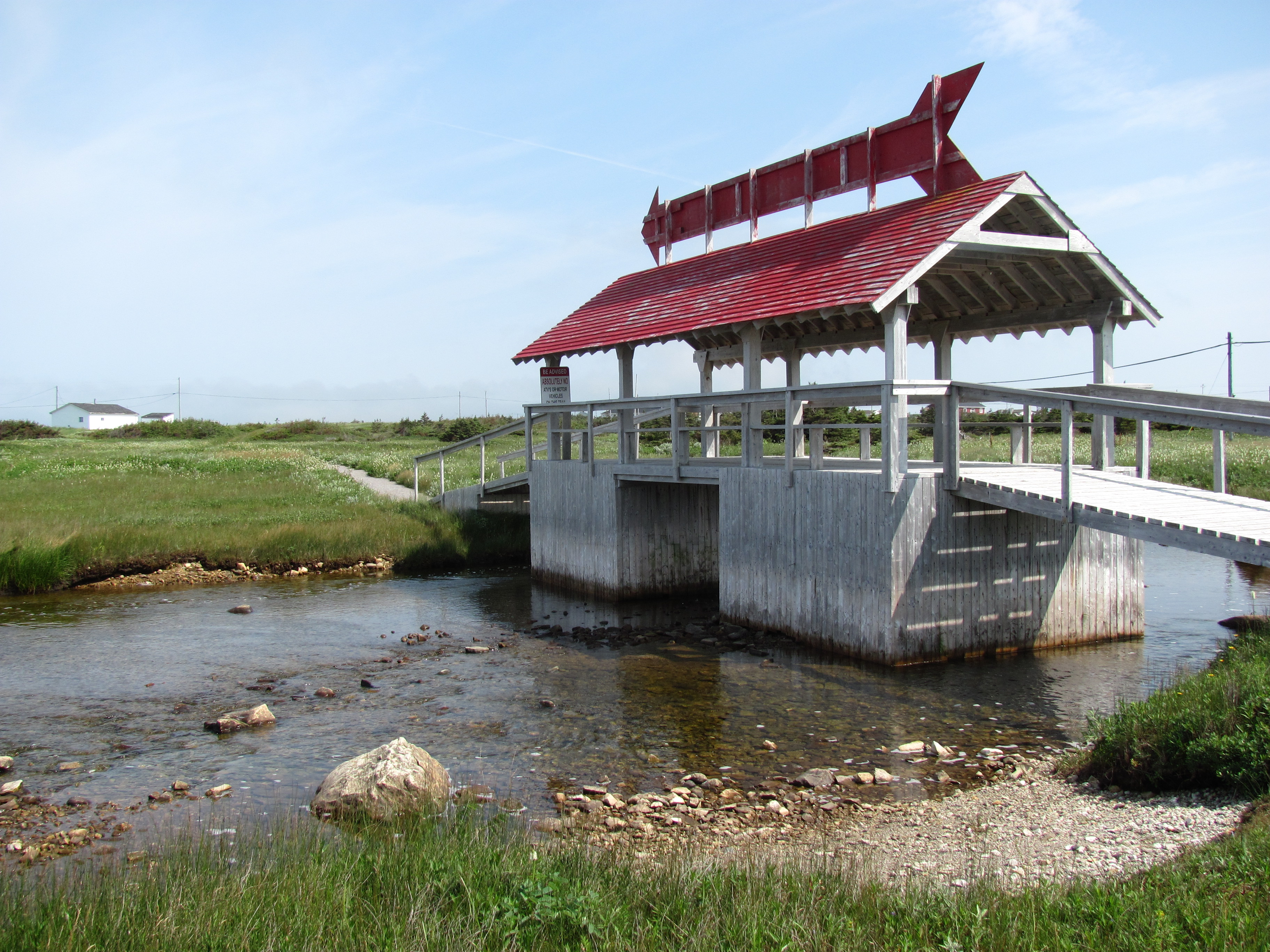
De houten Marjorie Bridge
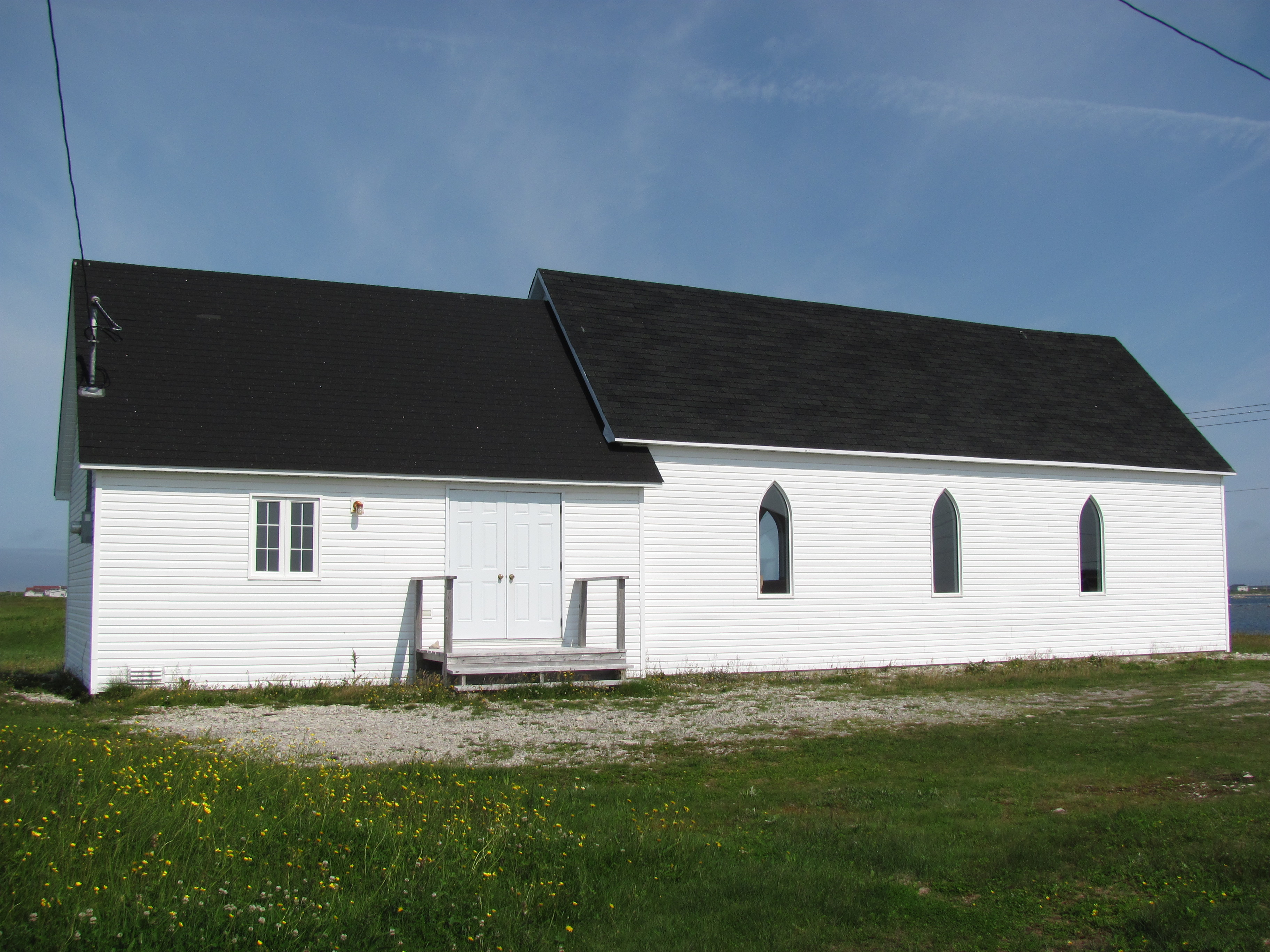
De katholieke kerk van Onze-Lieve-Vrouwe-ter-Sneeuw
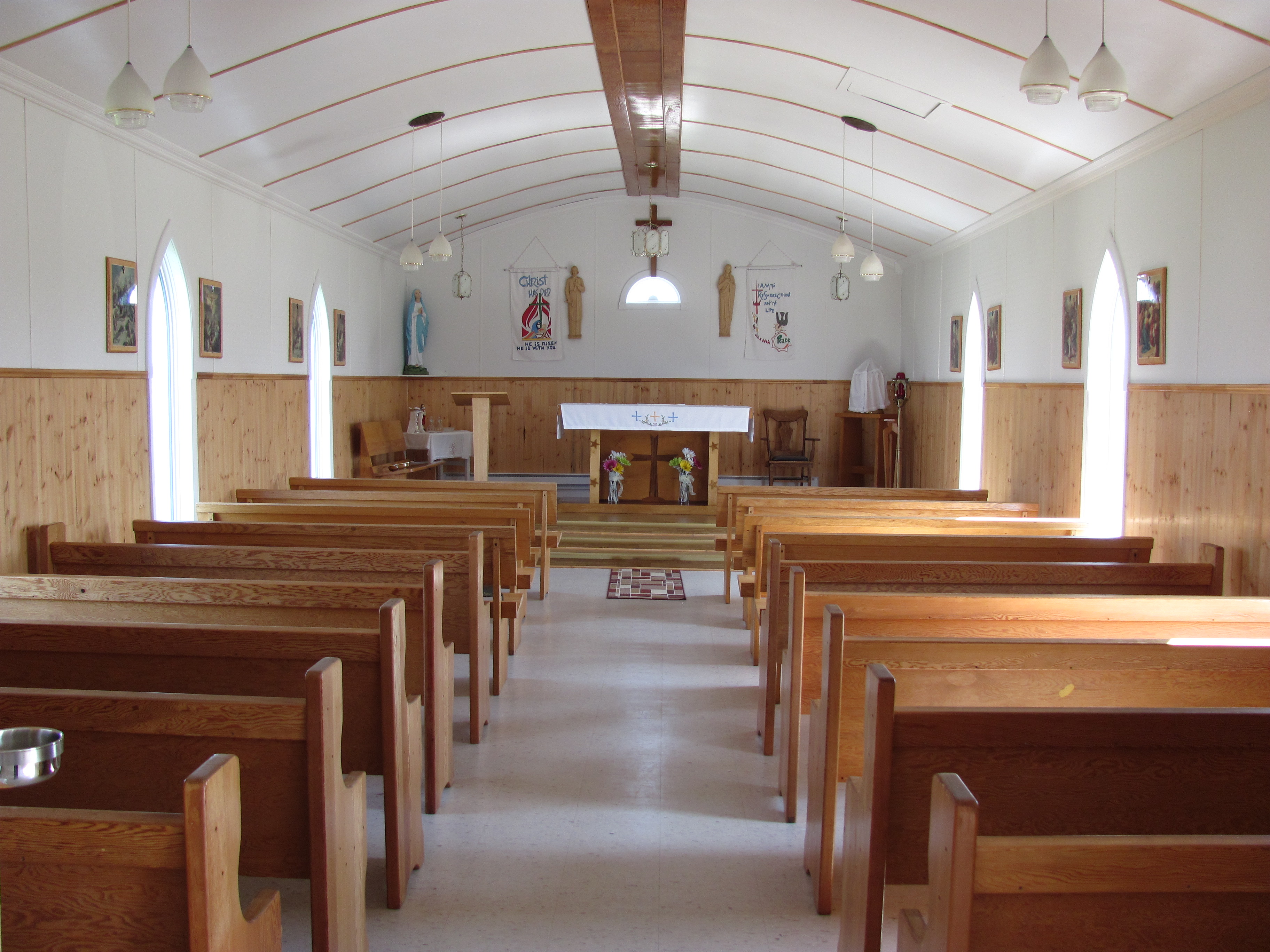
Binnenkant van de Onze-Lieve-Vrouwe-ter-Sneeuwkerk